# Aimée Lallement
 (novembre 2022).
Aimée-Marie Éléonore Lallement, née le 16 août 1898 à Givet, décédée le 11 septembre 1988 à Reims, est une militante associative, socialiste et féministe qui fut une championne du monde dans les épreuves du 110 m et du lancer du javelot.

## Jeunesse
Elle naît à Givet le 16 août 1898 dans une famille d'instituteurs. La guerre de 1914-1918 oblige sa famille à quitter les Ardennes pour se réfugier à Versailles où elle poursuit ses études et devient elle-même institutrice.
Elle milite très tôt pour l'égalité des femmes, s'inspirant du modèle en Finlande, Norvège et Danemark où les femmes avaient obtenu le Droit de vote des femmes à partir de 1906. Elle était aussi outrée que les Jeux olympiques accueillent très peu de femmes et alors qu'ils se tenaient à Paris en 1924, elle invita d'autres femmes pour organiser des Jeux olympiques parallèles ; elle s'y distingua dans au moins deux disciplines comme championne du monde des 110 m et du lancer du javelot.
Membre de la SFIO, elle faisait partie d'un groupe de femmes qui comprenait Cécile Brunschvicg, Irène Joliot-Curie ou Suzanne Lacore, ces trois dernières furent choisies par Léon Blum pour devenir ministres. Suzanne Lacore était la plus proche de ses trois amies.

## Seconde Guerre mondiale

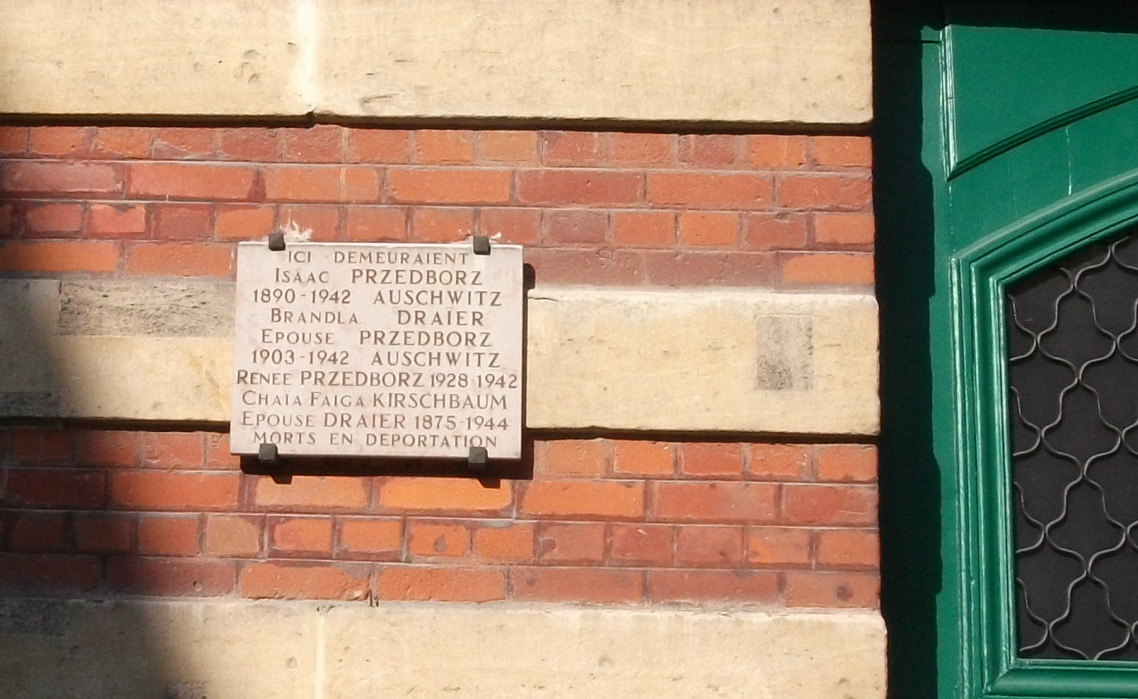
Plaque souvenir 47 rue des Telliers à Reims, sur la maison des Przedborz.

Alors qu'elle habite rue de l'Écu à Reims, elle lie connaissance avec la famille Przedborz qui habite 47 rue des Telliers. La mère de famille, Brandla, née le 20 février 1903 à Brawa, est arrêtée pour sa judaïté, internée à Drancy puis déportée par le convoi 11 du 27 juillet 1942 pour Auschwitz. La tante Henriette Drajer, 52 ans, née Cohen et sa petite sœur Renée, née le 17 décembre 1928 à Metz, sont arrêtées lors de tentative de fuite vers la Zone Libre et internées à Drancy puis déportées par le convoi 35 du 21 octobre 1942 pour Auschwitz. Le père Isaac, né le 27 août 1890 à Łask, est arrêté en son domicile pour sa judaïté, interné à Drancy puis déporté par le convoi 40 du 11 novembre 1942 pour Auschwitz. Il n'y a point de retour pour cette famille. Pendant l'arrestation de son père, Yankel s'enfuit par les toits car il est « résolu à ne pas [se] laisser prendre vivant » et se réfugie chez son amie Aimée qui a manifesté sa volonté de les aider après la première arrestation, celle de leur mère Brandla.
Aimée est alors la directrice d'un foyer de jeunes filles rue de Talleyrand et a l'idée de faire passer Yankel pour une nièce, de l'appeler Jacqueline, de lui laisser pousser les cheveux. Pour plus de sécurité, elle finit par l'emmener en sa maison de campagne de Montchenot. Là, le jeune homme de 17 ans suit les cours de l'instituteur du village, un ami d'Aimée, militant socialiste et membre du Mouvement de Libération-Nord. Il s'y cache jusqu'à la Libération. N'ayant pas de carte d'alimentation, il survit avec des produits du jardin, et partage la carte d'alimentation d'Aimée. Seul survivant des 19 personnes de sa famille, il se fait franciser grâce à Aimée son nom par le décret du 18 février 1950 en Jacques Presbor, puis l'adopte officiellement par le jugement du 19 octobre 1956 et il prend alors le nom de Presbor-Lallement. Ayant fini ses études il devient médecin aux Houillères de Lorraine à Falck.
Les frères Ejnès font des démarches auprès du rabbin Blum de Reims pour faire avancer un dossier de Juste parmi les nations. Aimée a aidé d'autres familles juives pendant la guerre. Elle a planté l'arbre 1760 au Mémorial de Yad Vashem en 1980, et tient à l'intimité de cette démarche.

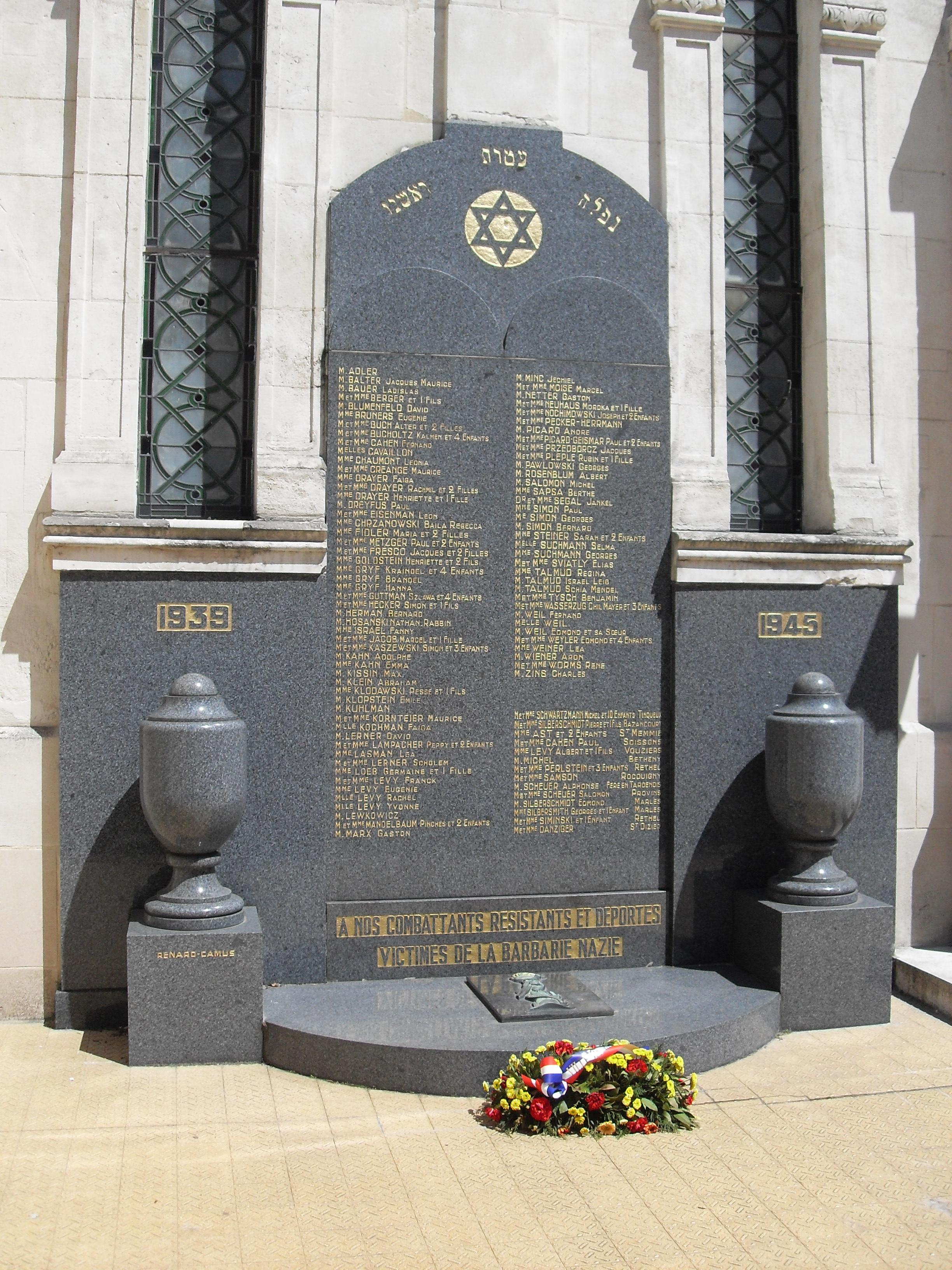
Sur le parvis de la Synagogue de Reims une plaque avec les noms des Przedborcs et Mme Georges Simon.

## Militante
Elle est une militante tant au niveau national qu'au niveau local. Elle s'implique dans des revendications mais aussi dans des réalisations, dans la réflexion et dans l'action. C'est ainsi qu'elle a des responsabilités au bureau national du Parti socialiste comme responsable des femmes socialistes, dignitaire du Droit Humain dans une loge maçonnique mixte de Reims (1952-1988), mais encore s'implique dans la Société théosophique de Annie Besant.
Elle est au niveau local tout aussi impliqué comme présidente des Droits de l'homme, du Comité départemental d'action laïque et des Aides ménagères rémoises. Elle crée l'Association Familiale Laïque qu'elle anime jusqu'à sa mort, anime la section locale de la Libre-pensée. Son activisme ne s'arrête pas aux réalisations, elle s'est présentée avec Gilles Quénard en 1971 aux élections municipales dans une liste qui présage l'Union de la gauche face au ministre Jean Taittinger.
Toute cette activité militante et intellectuelle ne l'a pas détournée d'une activité sportive régulière. En 1922, elle organise les premiers Jeux mondiaux féminins au stade Pershing à Paris avec Alice Milliat en présence de 20 000 personnes. Elle y remporte le 110 mètres et le lancer du javelot. L'objectif est de s'insurger contre des Jeux Olympiques uniquement réservé aux hommes. À la fin de sa vie, elle privilégie la natation. Habitante d'un foyer A.R.F.O, elle est décédée le 11 septembre 1988 et ses cendres reposent au Cimetière de l'Est (Reims).